# Krynica (rejon ostrowiecki)
Krynica – dawny zaścianek. Tereny, na których był położony, leżą obecnie na Białorusi, w obwodzie grodzieńskim, w rejonie ostrowieckim, w sielsowiecie Ryteń.

## Historia
W czasach zaborów zaścianek w gminie Kiemieliszki, w powiecie święciańskim, w guberni wileńskiej Imperium Rosyjskiego. W 1905 roku liczył 7 mieszkańców, 29 dziesięcin, własność Jurgielańca i Rodzia. 
Po I wojnie światowej pod administracją polską, w Zarządzie Cywilnym Ziem Wschodnich. W latach 1920–1922 w składzie Litwy Środkowej.
Od 11 kwietnia 1922 zaścianek leżał w Polsce, w województwie wileńskim, w powiecie święciańskim, w gminie Kiemieliszki.
W 1931 w 2 domach zamieszkiwało 11 osób.